# Dysalotosaurus
Dysalotosaurus ("nepolapitelný ještěr") byl rod menšího býložravého dinosaura. Patřil do čeledi pohyblivých ornitopodů dryosauridů (vzdáleně příbuzných například větším a později žijícím iguanodontům). 

## Popis a zařazení
Dlouho byl řazen do příbuzného rodu Dryosaurus, ale novější studie tuto synonymii zavrhují. Dysalotosaurus byl tedy samostatný taxon. Dosahoval délky kolem 2,5 až 3 metrů a hmotnosti přibližně 80 kg.
Nejbližšími příbuznými tohoto rodu byly taxony Iyuku z rané křídy Afriky a Dryosaurus z pozdní jury Severní Ameriky.

## Historie
Fosilie tohoto a dalších dinosaurů, objevených na lokalitě Tendaguru, byly dobře známé domorodým obyvatelům této oblasti již dlouho před příchodem evropských vědců. Zkameněliny tohoto dinosaura byly oficiálně objeveny počátkem 20. století německou paleontologickou expedicí na slavné lokalitě Tendaguru (území dnešní Tanzanie). Sedimenty tohoto místa pochází z období svrchní jury (stupeň kimeridž, asi před 156 až 151 miliony let). Druh D. lettowvorbecki byl formálně popsán v roce 1919. Podrobný výzkum ontogeneze postkraniální části kostry dysalotosaura byl publikován roku 2018.
V roce 2021 byla publikována studie pojednávající o hromadných objevech fosilních exemplářů u tohoto dinosauřího taxonu.

## Nejstarší důkaz virové infekce
V září roku 2011 vyšla vědecká studie německých paleontologů (Florian Witzmann a Oliver Hampe) z berlínského Museum für Naturkunde, kteří objevili stopy po Pagetově kostní nemoci na zkamenělinách dysalotosaura. Pokud se tento objev potvrdí, půjde o zdaleka nejstarší potvrzený projev virové infekce.

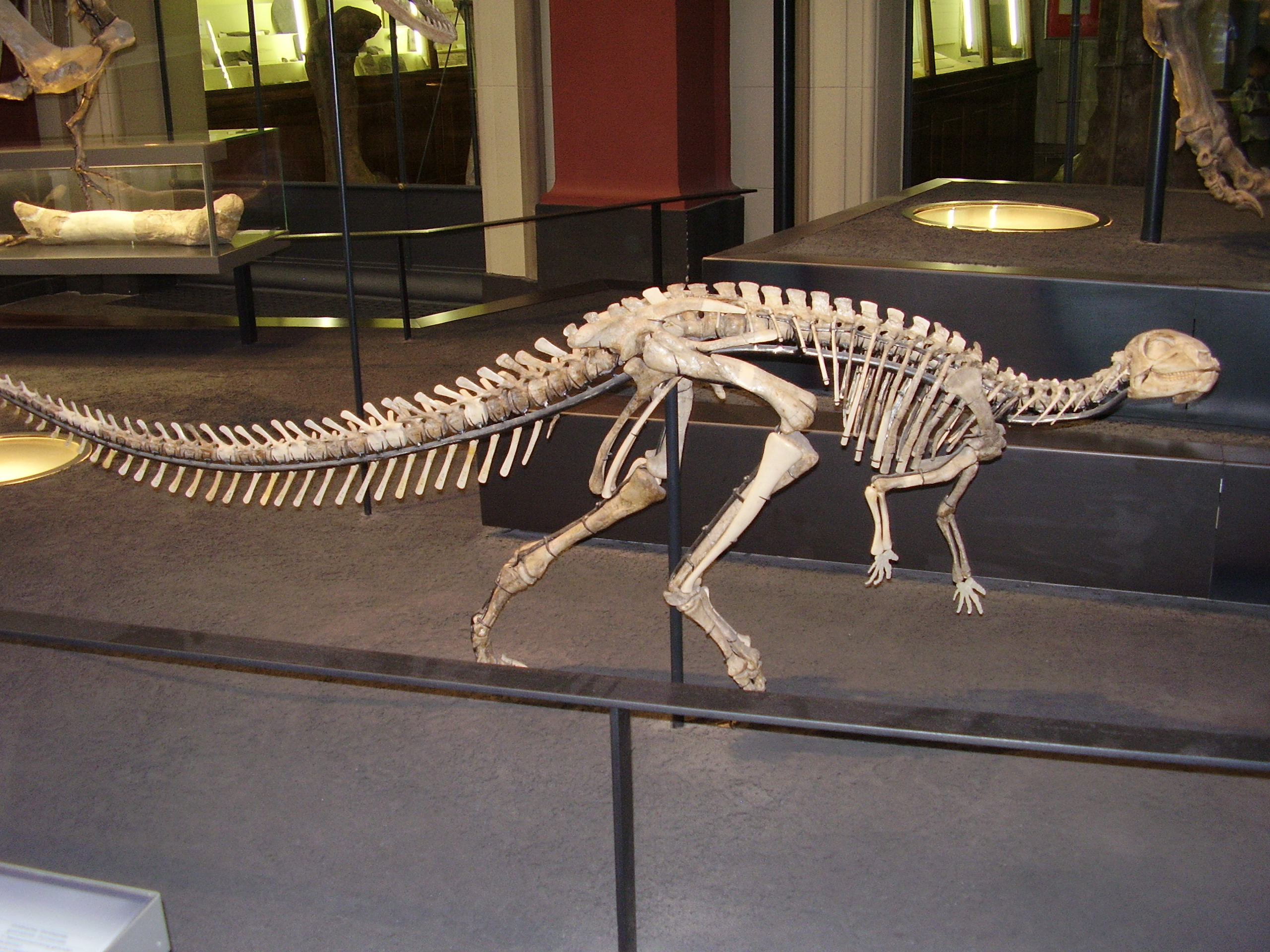
Kostra dysalotosaura v Berlínském přírodovědeckém muzeu.